# Universidad Nacional del Sureste
La Universidad Nacional del Sureste es la antecesora de la Universidad de Yucatán, que a su vez se convertiría en la Universidad Autónoma de Yucatán (UADY).
La idea de la Universidad Nacional del Sureste, se inició como un proyecto conjunto de crear tres universidades nacionales en México. La Universidad Nacional del Sureste fue fundada por Felipe Carrillo Puerto (Gobernador de Yucatán) el 25 de febrero de 1922. A su vez, fueron fundadas en fechas cercanas La Universidad Nacional del Poniente y la Universidad Nacional del Norte, con sedes en Guadalajara y Monterrey respectivamente.
El primer rector fue el Eduardo Urzaiz Rodríguez (un reconocido intelectual cubano) que vivía en Yucatán, separándose de su cargo de jefe en el Departamento de Educación para iniciar sus funciones laborales en la universidad. El doctor Urzaiz fue principal organizador de la estructura administrativa de Centro de Alta Enseñanza, además de tomar debidamente sus funciones de rector en el área académica. 
En esta etapa fueron fundadas la Facultad de Ingeniería, la Facultad de Jursiprudencia, la Facultad de Medicina, la Escuela Normal Mixta, la Escuela de Música, la Escuela de Bellas Artes y el Instituto Literario o Preparatoria.
En un principio esta máxima casa de estudios era en esencia un organismo dependiente del gobierno en turno. Como muestra se puede observar el impulso que Carrillo Puerto dio a la Universidad y la falta de apoyo para ésta tras la muerte del exgobernador. Después de dichos años pasó el manejo de la Universidad a manos del gobierno del Juan Ricárdez Broca, quien en el área educativa solo se ocupó de efectuar cambios en la jefatura del departamento. A grandes rasgos, los gobiernos posteriores a Felipe Carrillo Puerto se limitaron a efectuar sustituciones de unas personas por otras en la jefatura del Departamento.
El gobernador Humberto Canto Echeverría comenzó en 1938 una etapa de serios cambios en la Universidad, cuyo rector de aquellos tiempos, Joaquín Ancona Albertos logró mediante una efectiva colaboración con el gobierno beneficiando a la institución y el 1 de septiembre de 1938, tras varios años de volátiles cambios, se empezó la remodelación tanto del edificio universitario, como de su estructura interna, y el 5 de noviembre de ese mismo año el Congreso de Yucatán aprobó los nuevos estatutos de la Universidad, bajo la denominación de Universidad de Yucatán.
El 5 de abril de 1951, habiendo pasado la institución académica por una serie de pasos que lo llevaría posteriormente a adquirir su autonomía al estado, el Consejo Universitario propuso retomar el nombre original de Universidad Nacional del Sureste, lo cual fue aprobado. Sin embargo, dado que este fue un cambio meramente nominal y no correspondía con esencia de la nueva universidad, más autónoma, esta propuesta fue reconsiderada y en 1958 el consejo aceptó unánimemente volver al nombre de Universidad de Yucatán.
El edificio de la Universidad Nacional del Sureste se encontraba en un edificio fundado en 1711 como colegio seminario de San Pedro, a cargo de los jesuitas y que finalmente durante el imperio de Maximiliano, fue sede del comisariato imperial. Actualmente es sede de las oficinas centrales de la Universidad Autónoma de Yucatán, la Biblioteca Central, galería, salas de música y danza, librería, una cancha , video sala, salón del consejo y la estación de radio de la UADY.